# Zdeněk Mach
Zdeněk Mach (* 22. června 1952) je český politik ODS, v letech 2006-2010 poslanec Parlamentu ČR za Liberecký kraj, od roku 2011 ředitel Státní rostlinolékařské správy.

## Vzdělání, profese a rodina
Po maturitě na SPŠ textilní v Jilemnici pracoval ve státním podniku Kolora na pozici technického pracovníka. V letech 1989 - 1993 zastával funkci vedoucího technického provozu kulturního centra v Golf v Semilech. V roce 2009 vystudoval politoligii a mezinárodní vztahy na CEVRO Institutu v Praze.
Je ženatý, má dvě děti.

## Politická kariéra
Mezi lety 1993 - 2006 byl oblastním manažerem ODS. V letech 1998 - 2002 vykonával funkci asistenta poslance.
V komunálních volbách roku 1994, komunálních volbách roku 1998 a komunálních volbách roku 2002 neúspěšně kandidoval do zastupitelstva města Semily za ODS. Profesně se uvádí jako manažer ODS. V letech 1998-2000 byl předsedou MS ODS Semily. Znovu se jím stal v roce 2009, kdy ale čelil kritice, že na svou podporu přivedl do místní organizace strany své kamarády cyklisty, díky jejichž hlasům pak uspěl v stranickém hlasování. Mach ovšem podezření z účelového náboru odmítl s tím, že „Přišli sami. Chtěli být členy a zajímají se o politiku.“ Je členem Oblastní rady ODS Semily, místopředsedou Oblastního sdružení ODS a členem Regionální rady ODS Libereckého kraje.
Ve volbách v roce 2006 byl zvolen do poslanecké sněmovny za ODS (volební obvod Liberecký kraj). Působil ve sněmovním výboru pro životní prostředí a byl místopředsedou zemědělského výboru. Zasedal ve Stálé komisi pro kontrolu činnosti Bezpečnostní informační služby. Ve sněmovně setrval do voleb v roce 2010. V nich, přestože vedl kandidátku ODS v Libereckém kraji, svůj mandát poslance kvůli tzv. kroužkování neobhájil.
V říjnu 2011 informovala média, že bez výběrového řízení byl dosazen na post ředitele Státní rostlinolékařské správy. Do funkce ho dosadil ministr zemědělství Ivan Fuksa jen pár dnů před svým koncem v čele rezortu. Fuksa nominaci Macha obhajoval tím, že „jeho schopnosti jsem si ověřil i u lidí v terénu, mluvil jsem s předsedy velkých družstev i farmáři a od všech jsem na něj dostal dobré reference.“ Již předtím Fuksa zaměstnal Macha jako svého poradce a navíc na ministerstvu pracovala jeho dcera Hanna Mach (sama bývalá oblastní manažerka ODS v Semilech), jež působila v sekci náměstka Juraje Chmiela, v úseku pro společnou zemědělskou a rybářskou politiky EU.